# Трескавец (село)
 Тази статия е за селото в България.  За манастира в Северна Македония вижте Трескавец.  
Трескавец е село в Североизточна България. То се намира в община Антоново, област Търговище.

## География
Трескавец е разположено в Предбалкана. Намира се на 18 км от Антоново, на 15 км от Омуртаг и на 0,5 км югозападно от пътя Омуртаг – Попово. Село Трескавец е самостоятелно кметство в състава на община Антоново и в неговия състав не влизат други населени места. В България има само едно населено място с наименование „Трескавец“. То се намира в историко-географската местност Сланник (до 1942 г. Тузлук) и е най-голямото село в община Антоново. Най-близко разположеното село е Моравка. На около 1 км от селото е язовир „Ястребино“. Основният поминък на населението е селското стопанство.

## История
Селото е създадено около 1530 година от анадолски турци с първоначално име Касърга (ураган). Първоначално селото се е намирало в местността Ериклер чукуру-Гюня. За първи път името на селото като Касърга се среща в османо-турски регистри през 1541 година заедно с името Карахъзърлъ (Моравка). Тогава селото се е състояло от 14 семейства. Преданията относно първите създатели на селото гласят, че са били така наречените родове като Шкодралълар, Карахасанлар и Сакаллъогуллар. Постепенно селото се е преместило на днешното си място, където по-рано е било блатисто и гористо. Българското име на селото е дадено на 7 декември 1934 г. с правителствен Указ № 3775.
Из записките на Иван Якимов – първият учител българин в с. Трескавец, 1927 година.
- „... Според показанията на стари турци и запазен надгробен надпис селото е заселено около 300 години преди Освобождението. В началото селото е било в местността Гюня, но когато е върлувала чумата се заселили в горния край.
Аз ги заварих през 1927 година в четири махали с джамията по средата на поляната Домуз гьол, а на североизток от нея не далеч бяха изоставените турски гробища, заемащи площ повече от декар с грамадни и вековни брястови дървета. Околните стени на джамията са изградени с брястови дъски дълги 6 метра, широки 70 – 80 см. и дебели 5 – 6 см.
Според преданието дървеният материал за строежа на джамията е сечен при самата джамия край Домуз гьол. Наречен е така, защото в околността са обитавали диви свине и наистина самото място беше низина, в която през зимата и късна пролет имаше застояла вода, в която се оглеждаше стара върба.
В селото имаше около 120 семейства, от които само едно българско семейство – бакалина Христо Стоев от село Върбица (сега град).“

Из записките на Ганчо Енев – учител от гр. Омуртаг, 1939 година.
- „... Трескавец е пръснато турско селище над десния бряг на река Ялъдере. Изложено на бурите и трескавиците. Състои се от: Джами махле, в която се виждат вековна ела, мощни брястове и орехи, и Йотеки махле над река Ялъдере. През освободителната война хората от селото са избягали в гр. Търговище и с. Черенча (Шуменско). След войната някои се върнали в селото, а други са се изселили в Турция. В селото има народно първоначално турско училище, джамия, бакалия. Хората се занимават с дърварство, скотовъдство и земеделие.“

Трудово кооперативно земеделско стопанство (ТКЗС) в с. Трескавец е възникнало на 28 февруари 1956 година.

## Население и религии
Преди Освобождението населението е било изцяло мюсюлманско турско. Турското население по произход е туранско с наречие гакчии. Според Краковския професор по туркология Тодор Ковалски, който посетил селото през април 1928 г. „и действително мъжете са мургави – типични турци. Населението беше крайно бедно“. По-заможни били 3 – 4 семейства и бакалина българин. Българи идват и се заселват след 1882 година от Кюстендилско и от околните села. Първият българин е дошъл от село Върбица (сега град) като занаятчия шивач – Христо Стоев. През годините част от българското население се е изселило от селото.
В днешно време населението на селото се състои изцяло от мюсюлмани (сунити), от турски етнически произход.
Население на с. Трескавец от 1934 до 2021 г. по данни на НСИ
| 1934 | 1946 | 1956 | 1965 | 1975 | 1985 | 1992 | 2001 | 2011 | 2021 |
| 853  | 985  | 1142 | 1152 | 1479 | 1082 | 940  | 763  | 581  | 425  |
| ---- | ---- | ---- | ---- | ---- | ---- | ---- | ---- | ---- | ---- |

## Образование и култура
Преди появата на светските училища децата се учели на четмо и писмо в джамията. В джамията са учили само момчетата и то на арабица. 
Първото светско училище (с 30 деца в първи клас и 30 деца във втори клас) е отворено през учебната 1926/27 година в новопостроената за целта двустайна сграда. Първите учители са били Йонуз Хасанов (местен) и Иван Якимов от с. Китино.
Поради големият брой желаещи деца и малкият капацитет на училището през 1936 година е построена втора училищна сграда. В периода от 1947 до 1959 година името на училището е било „Назъм Хикмет“.
През 1964 година на мястото на старите гробища е построена новата (сегашната) триетажна училищна сграда на ОУ „Никола Й. Вапцаров“ с обширен и заграден двор, с 16 класни стаи (с над 450 ученика). Понастоящем ОУ „Никола Й. Вапцаров“ е защитено училище и в него се учат 40 деца.
Първото читалище в с. Трескавец отваря врати през 1944 година. След строежа на новата училищна сграда, читалището се мести в сградата на старото училище, която е съборена през 1988 година и е построена новата (сегашната) сграда на читалището. В читалището има над 6500 броя книги.
- Сградата на първото училище (1926 г.)
- Втората сграда на училището (1936 г.)
- ОУ „Никола Й. Вапцаров“ (1964 г.)
- Читалище „Касърга“ (1988 г.)

## Кметове
Кметове на село Трескавец от 1900 до 2016 година.
1. Юнус Хаджъ Мехмед Абдуллах Софуоглу
2. Хаджъ Мехмед Хаджъ Ахмед
3. Хаджъ Яхя Али Заим
4. Хюсеин Исмаил Халил
5. Исмаил Али Кара Исмаил
6. Азиз Мехмедов Ахмедов
7. Ибрахим Велиев Исмаилов
8. Хюсеин Ахмедов Чьомез
9. Ахмед Османов Ахмедов
10. Наим Хаджъ Яхя
11. Вълчо Стоянов Колев
12. Пейчо Вълчанов
13. Стефан Христов Стоев
14. Исмаил Халилов Ахмедов
15. Иван Костов Георгиев
16. Малчо Стоянов Колев
17. Мехмед Хюсеинов – Чакър
18. Осман Ахмедов Османов
19. Мустафа Мустафов Хасанов
20. Юсуф Шакиров Хасанов
21. Мехмед Азизов Мехмедов
22. Реджеб Искендеров Мехмедалиев
23. Рюстем Хюсеинов Ахмедов
24. Михаил Стаменов Михаилов
25. Халил Хюсеинов Халилов
26. Халибрям Зекериев Исмаилов
27. Мехмед Мустафов Мехмедов
28. Иса Мустафа Мустафа
29. Али Билялов Исмаилов
30. Исмаил Исмаилов

## Обществени институции
- Основно училище „Никола Йонков Вапцаров“
- Целодневна детска градина „Надежда Калайджийска“
- Читалище „Касърга“
- Пощенски клон
- Две джамии
- Кметство

## Забележителности
На юг от селото е имало тракийско селище, а на югоизток римско селище. Има няколко тракийски гробища (могили).
Северозападно от селото стърчи могилата Чърпълъ юк от младата новокаменна епоха.
 На 1,8 км югоизточно в местността Кара дана се намира могилата Казаллъ юк. Джамията в село Трескавец е построена през 1824 година с дарението на Ахмед Деббак ага (деббак на персийски – обработващ кожа). Стените на джамията са изградени с брястови дъски, дълги 6 метра, широки 70 – 80 см и дебели 5 – 6 см.

## Други
- Всяка година първата седмица на месец септември се провежда традиционен селски събор.
- Всяка събота в селото има пазар.
- Има футболен клуб „Сокол“, откъдето започва кариерата на нападателя на футболен клуб „Берое“ Исмаил Иса.
- До село Трескавец се намира язовир „Ястребино“ на Голяма река. Той е най-големият язовир в област Търговище със залята площ от 4800 дка и е сред най-големите в България. Използва се и като място за отдих и риболов.

## Галерия
- Кметство с. Трескавец
- ЦДГ „Надежда Калайджийска“
- ОУ „Никола Й. Вапцаров“
- Джамия
- Главната улица на с. Трескавец
- Главната улица към центъра на селото
- Съботен пазар